# Gymnothorax berndti
Espèce
Gymnothorax berndti est une espèce de poissons de la famille des murènes.

## Description
Elle se rencontre à l'ouest de l'océan Indien (Maldives et Maurice) et dans le Pacifique (de Taïwan jusqu'à la Nouvelle-Zélande et Hawaï) à des profondeurs de 30 à 300 mètres. Elle peut mesurer jusqu'à 100 cm de long.